# Protestos de 1956 em Poznań

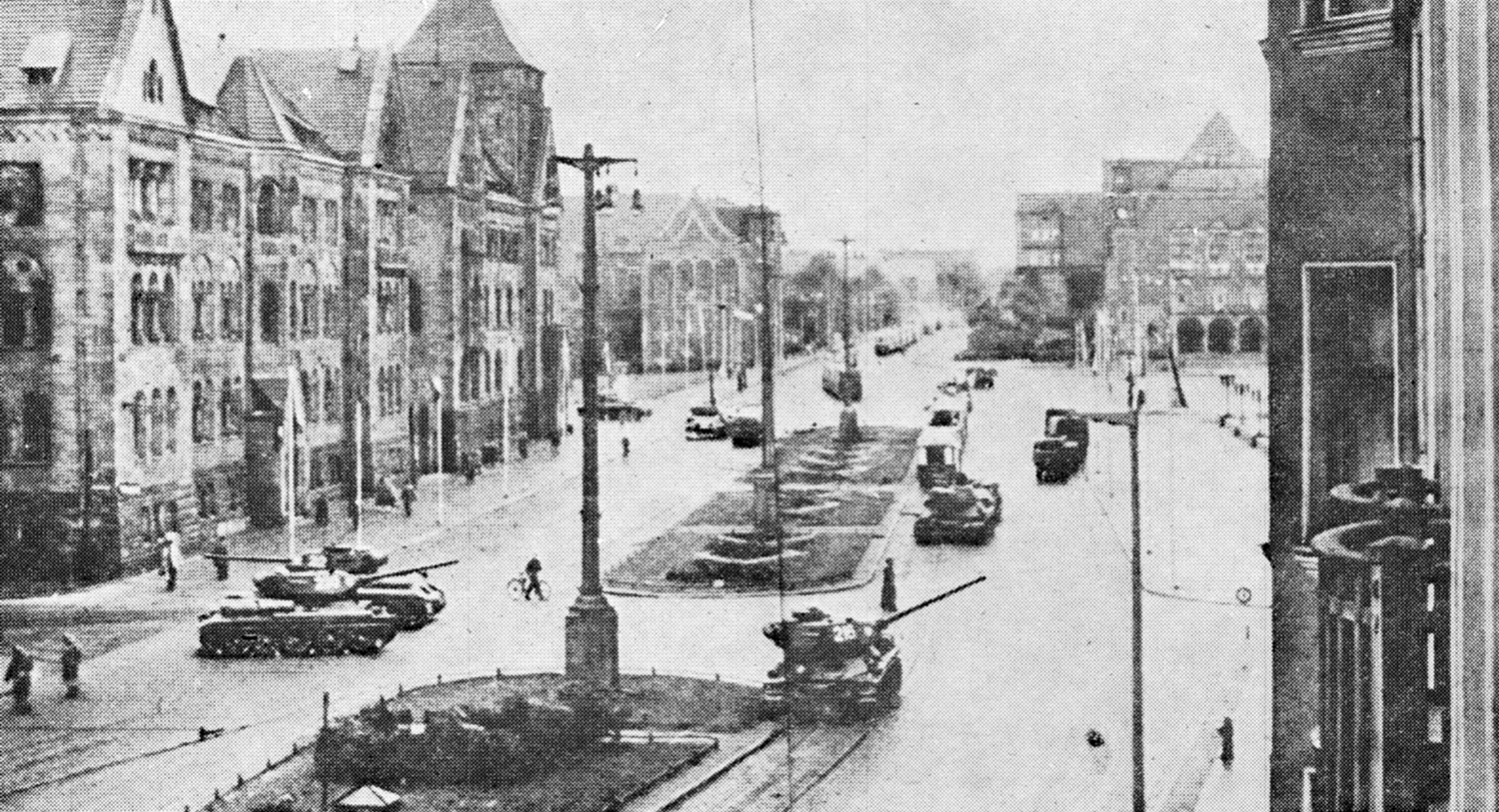
Tanques de guerra do governo perto do prédio do Ministério do Interior polonês.

Os Protestos de 1956 em Poznań, também conhecido como Levante de Poznań, Junho de Poznań ou Revolução Polonesa de 1956 (em polonês/polaco:  Poznański Czerwiec), foi o primeiro de uma série de protestos populares contra o governo comunista da República Popular da Polônia. Os trabalhadores grevistas exigiam melhores condições de trabalho e começaram suas manifestações em 28 de junho de 1956 em Poznań, nas fábricas de Cegielski, e acabaram sendo duramente reprimidos pelo governo.
Os protestos chegaram a reunir 100 000 pessoas no centro da cidade em frente ao Ministério de Segurança Pública. Cerca de 400 tanques e 10 000 soldados do exército polonês e das forças de segurança internas, lideradas por Stanislav Poplavsky, receberam ordens de sufocar as manifestações e pacificar os protestos.
Ao menos 100 pessoas foram mortas na repressão, incluindo Romek Strzałkowski, um garoto de 13 anos. Centenas de pessoas foram feridas. Os protestos de Poznań foram o primeiro passo para uma série de manifestações anti-governo comunista da Polônia, que era apoiado pelos Soviéticos.